# Zum Freiwild erklärt
Zum Freiwild erklärt (Originaltitel: Folle à tuer / Alternativtitel: Teufelskreis der Gewalt) ist ein französisch-italienischer Spielfilm aus dem Jahr 1975. Der Film entstand nach einem Roman des französischen Schriftstellers Jean-Patrick Manchette.

## Handlung
Julie wurde als junges Mädchen von einem Polizisten vergewaltigt und anschließend fünf Jahre in einer geschlossenen psychiatrischen Klinik behandelt. Als sie entlassen wird, hat sie jedoch dieses traumatische Erlebnis immer noch nicht überwunden. Sie hat weiterhin panische Angst vor Männern in Uniform. Nach der Entlassung wird sie als Hauslehrerin in das Haus des reichen Unternehmers Stéphane Mostri vermittelt. Dort soll sie Mostris Neffen unterrichten. Dieser ist ebenso traumatisiert wie Julie. Er verlor seine Eltern. 
Eines Tages wird Julie gemeinsam mit dem Neffen entführt. Der Entführer versucht Julie als eigentliche Entführerin darzustellen. Sie muss einen Lösegeldbrief schreiben und gerät so tatsächlich in Verdacht. Doch Julie kann mit dem Jungen aus der Gefangenschaft fliehen. Ihre Angst vor der Uniform der Polizisten jedoch verhindert, dass sie die Geschichte glaubhaft erklären kann, und so verstrickt sie sich ungewollt immer stärker.

## Kritiken
„Gut gespielter, aber effekthascherischer Reißer mit durchschnittlicher Spannung“, urteilte das Lexikon des internationalen Films.